# 管松涛
管松涛（1902年10月—1966年5月1日），原名管之山，山东巨野县田桥乡邬官屯村人，中国人民解放军开国少将。

## 生平
生于雇农家庭，下有2个弟弟，全家房无一间，地无一垄，全家5口人，靠父亲给地主扛活维生。八岁给地主放猪。十岁丧母，被迫带两个弟弟讨饭糊口、给地主打零工维持生存。1921年去天津谋生，参加了直军，直奉战争中又投靠了奉军，历任士兵、班子、排长、1927年升为连长。1931年冬在天津经石又新介绍入党。1933年入南京炮兵学校学习。毕业后任东北军独立第105师炮兵营连长。西安事变后被撤职，投奔第五十七军第111师第333旅第665团上校团长董翰卿，担任少校团附。1937年3月第五十七军从陕西出发，长途跋涉至河南周口镇，与中共党组织失去联系。
抗战爆发后，随第五十七军从河南到江苏徐州一带作战。1937年冬，第五十七军转入山东滨海地区抗战。1938年6月，在沂水县经黄如刚介绍重新加入中国共产党。1940年9月22日参加万毅等组织的敦促军长谬微流抗日的锄奸行动，万毅被捕，管松涛被监视。1940年12月被押送苏鲁战区途中逃奔八路军，任八路军山东滨海军区独立旅参谋长。1943年6月任山东军区滨海支队参谋长，参与开辟海陵县抗日根据地，参加了甲子山战役及陵海地区反“蚕食”战斗。
抗战胜利后，任东北挺进纵队第二支队支队长。1945年10月，东北挺进纵队政治部主任王振乾和管松涛率领第二支队从沈阳步行，10月27日解放铁岭。1946年1月中旬第二支队改编为东北民主联军第七纵队第20旅，管松涛任旅长。1946年5月中旬四平保卫战失败后，管松涛率领第20旅4个连组建了辽宁军区第二军分区独立团300多人，管松涛任第二军分区司令员。管松涛关心下属和百姓，被二分区干部战士称他为“老管头”，群众称他为“我们的管司令”。1948年7月，管松涛调离二分区，任东北人民解放军独立第1师师长，二分区独立团和沈（阳）铁（岭）抚（顺）联合县保安团也随管松涛一起编入独立第1师，分别为第3团、第2团。后发展为第153师。1949年7月，由于在辽宁二分区艰苦斗争中积劳成疾，身患胃病、贫血、营养不良、神经衰弱等多种疾病，离队休养。
1950年9月任驻铁岭的东北边防军第三十八军参谋长（军长梁兴初、政治委员刘西元、副军长江拥辉、政治部主任吴岱、政治部副主任王树君）。1951年5月由于健康原因离职回国。曾任中国人民解放军炮兵学校副校长（副军职），主持日常工作；1952年任高级炮兵学校副校长。1955年，授予中国人民解放军少将。1957年6月荣获中华人民共和国二级独立自由勋章和二级解放勋章。1960年代，因长期患有多种疾病，出现了神经紊乱状况，离职休息。 